# Giới hạn Bekenstein
Trong vật lý, giới hạn Bekenstein (đặt tên theo Jacob Bekenstein) là một chặn trên cho entropy S, hay thông tin I, có thể được chứa trong một vùng không gian hữu hạn với một lượng năng lượng hữu hạn – hay ngược lại, lượng thông tin lớn nhất cần dùng để mô tả hoàn toàn một hệ vật tới tận mức độ lượng tử. Từ đó có thể suy ra rằng lượng thông tin của một hệ vật, hay lượng thông tin cần để mô tả hệ vật đó hoàn hảo, là hữu hạn nếu vùng không gian và năng lượng là hữu hạn. Trong khoa học máy tính, điều này dẫn đến có một mức xử lý thông tin tối đa (giới hạn Bremermann) cho một hệ vật với kích thước và năng lượng hữu hạn, và một chiếc máy Turing với hữu hạn chiều vật lý và bộ nhớ vô hạn là không thể tồn tại.

## Công thức
Dạng bất đẳng thức thường thấy của giới hạn này được Jacob Bekenstein tìm ra là
{\displaystyle S\leq {\frac {2\pi kRE}{\hbar c}},}
trong đó S là entropy, k là hằng số Boltzmann, R là bán kính của mặt cầu bao quanh hệ đã cho, E là khối lượng–năng lượng tổng cộng tính cả khối lượng nghỉ, ħ là hằng số Planck thu gọn, và c là tốc độ ánh sáng. Để ý rằng tuy trọng lực đóng vai trò quan trọng trong việc hình thành nên giới hạn, nhưng hằng số hấp dẫn G không có trong bất đẳng thức này.
Nếu biểu diễn bằng thông tin, với S = kIln 2, giới hạn này được tính bằng
{\displaystyle I\leq {\frac {2\pi RE}{\hbar c\ln 2}},}
trong đó I là lượng thông tin biểu diễn bằng số bit chứa trong trạng thái lượng tử của quả cầu. Hệ số ln 2 là do thông tin được định nghĩa là logarit cơ số 2 của số trạng thái lượng tử. Sử dụng sự tương đương khối lượng–năng lượng, giới hạn thông tin trên có thể viết lại thành
{\displaystyle I\leq {\frac {2\pi cRM}{\hbar \ln 2}}\approx 2.5769082\times 10^{43}\ {\frac {\text{bit}}{{\text{kg}}\cdot {\text{m}}}}\cdot M\cdot R,}
trong đó M là khối lượng, còn R là bán kính của hệ.